# Laurence Perkins
Laurence Perkins (* 22. Mai 1954 in Prescot) ist ein britischer klassischer Fagottist.
Laurence Perkins studierte bei Charles Cracknell am Royal Northern College of Music in Manchester. Seit 1974 ist er Hauptfagottist des Kammerorchesters Manchester Camerata. Er trat in Frankreich, Norwegen, Hong Kong und Australien auf.